# هوزومی گودا
هوزومی گودا (انگلیسی: Hozumi Gōda؛ زادهٔ ۲۲ اوت ۱۹۵۷) بازیگر، صداپیشه، و کمدین اهل ژاپن است. وی از سال ۱۹۸۲ میلادی تاکنون مشغول فعالیت بوده‌است.